# Bulanda Mucha Architekci w konkursach architektonicznych
Bulanda Mucha Architekci w konkursach architektonicznych – lista nagród i wyróżnień otrzymanych przez polskie biuro architektoniczne Bulanda Mucha Architekci prowadzone przez Andrzeja Bulandę i Włodzimierza Muchę. Działalność biura sprowadza się przeważnie do udziałów w konkursach architektonicznych. W ciągu pierwszych 20 lat swojego istnienia pracownia uczestniczyła w ok. 100 konkursach. Bulanda Mucha Architekci często startuje w konkursach nie tylko z chęci wygrania, ale również poszukiwania i rozwoju.

## Lista nagród i wyróżnień

### 1991-2000
| Rok  | Rezultat    | Temat opracowania                                           | Zespół projektowy                                                               | Raport |
| ---- | ----------- | ----------------------------------------------------------- | ------------------------------------------------------------------------------- | ------ |
| 1994 | I nagroda   | Siedziba Corporate Profiles w Warszawie                     |                                                                                 |        |
| 1995 | III nagroda | Centrum Giełdowe Papierów Wartościowych w Warszawie         |                                                                                 |        |
| 1995 | I nagroda   | Siedziba BRE Banku w Bydgoszczy                             | Andrzej Bulanda, Włodzimierz Mucha, Henryk Łaguna, Dariusz Hyc (główni autorzy) |        |
| 1996 | II nagroda  | Ratusz Gminy Warszawa Bielany                               |                                                                                 |        |
| 1997 | II nagroda  | Siedziba Fundacji im. Stefana Batorego                      |                                                                                 |        |
| 1998 | I nagroda   | Modernizacja kina Iluzjon w Warszawie                       |                                                                                 |        |
| 1998 | II nagroda  | Zagospodarowanie Centrum Bydgoszczy i rejonu Starego Miasta |                                                                                 |        |
| 2000 | III nagroda | Budynek Wydziału Elektronicznego Politechniki Wrocławskiej  |                                                                                 |        |

### 2001-2010
| Rok  | Rezultat                | Temat opracowania | Zespół projektowy | Raport |
| ---- | ----------------------- | --- | --- | ------ |
| 2001 | I nagroda               | Liceum Ogólnokształcące w Rzeszowie                                                                                   | |        |
| 2002 | I nagroda               | Eko-Park Cameratta w Warszawie                                                                                        | Andrzej Bulanda, Włodzimierz Mucha, Jacek Chyrosz (główni autorzy) |        |
| 2003 | wyróżnienie I stopnia   | Arkady Kubickiego w Warszawie                                                                                         | |        |
| 2004 | I nagroda               | Budynek Zespołu Szkół nr 2 w Konstancinie-Jeziornie                                                                   | |        |
| 2004 | II nagroda              | Szkoła Podstawowa im. Władysława IV w Warszawie                                                                       | |        |
| 2004 | I nagroda               | Zespół zabudowy w miejscu dawnego SuperSamu                                                                           | Andrzej Bulanda, Włodzimierz Mucha, Jacek Chyrosz, Tomasz Szediw, Arne von Horsten, Marta Pędowska, Daniel Szulowski, Michał Świtalski, Marcin Jeremek, Witold Wyczański, Maciej Kolek, Maciej Gawell                                            |        |
| 2005 | I nagroda               | Pasaż Wiecha w Warszawie                                                                                              | Konsorcjum: Bulanda Mucha Architekci oraz maas s.c.: Andrzej Bulanda, Włodzimierz Mucha, Dariusz Hyc, Henryk Łaguna |        |
| 2005 | I nagroda               | Biblioteka Publiczna M. St. Warszawy                                                                                  | Andrzej Bulanda, Włodzimierz Mucha, Jacek Chyrosz, Michał Brzychcy (główni autorzy) |        |
| 2005 | II nagroda              | Siedziba Dyrekcji Generalnej Poczty Polskiej przy ul. Chmielnej 75 w Warszawie                                        | |        |
| 2005 | I nagroda               | Siedziba Straży Pożarnej KWPSP w Warszawie                                                                            | |        |
| 2006 | I nagroda               | Villa Daglezja w Warszawie                                                                                            | Włodzimierz Mucha, Andrzej Bulanda, Dorota Sekulska, Daniel Szulowski (główni autorzy) |        |
| 2006 | I nagroda               | Rozbudowa Klubu Sportowego DeSki                                                                                      | Andrzej Bulanda, Włodzimierz Mucha, Jacek Chyrosz, współpraca: Piotr Steckiewicz, Iga Konowalska, Tomasz Szediw |        |
| 2006 | I nagroda               | Rezydencja Piękna Nova w Warszawie                                                                                    | Andrzej Bulanda, Włodzimierz Mucha, Jacek Chyrosz, Iga Konowalska |        |
| 2006 | I nagroda               | Hotel Warszawa w Warszawie (d. wieżowiec Prudentialu)                                                                 | Andrzej Bulanda, Włodzimierz Mucha, Arne von Hörsten, Tomasz Szediw, Philipp Neudeck, Tomasz Urbański, Tomasz Duszczyk |        |
| 2007 | II nagroda              | Nowy Super SAM | Andrzej Bulanda, Włodzimierz Mucha, Jacek Chyrosz, Tomasz Szediw, Arne von Horsten, Marta Pędowska, Daniel Szulowski, Michał Świtalski, Marcin Jeremek, Witold Wyczański, Maciej Kolek, Maciej Gawell                                            |        |
| 2007 | wyróżnienie II stopnia  | Centrum Jana Pawła II w Krakowie                                                                                      | Andrzej Bulanda, Jan Mazur, Tomasz Szediw, Dorota Sekulska, Bartłomiej Witczak, Anis Atig, Małgorzata Zielińska, Maciej Kolek, Maciej Gawell |        |
| 2007 | wyróżnienie II stopnia  | Siedziba Filharmonii Szczecińskiej                                                                                    | Andrzej Bulanda, Włodzimierz Mucha, Jacek Chyrosz, współpraca: Augusto Missori, Marcin Jaremek, Ilona Bitel, Aneta Wardzinska, Bartek Witczak, Marta Pędowska, Witold Wyczański                                                                  |        |
| 2007 | wyróżnienie II stopnia  | Zabudowa Wyspy Spichrzów – Motława Apartaments w Gdańsku                                                              | Andrzej Bulanda, Włodzimierz Mucha, Dorota Sekulska, Tomasz Urbański, Arne von Hörsten, Tomasz Duszczyk |        |
| 2008 | II nagroda              | Hala widowiskowo-sportowa w Krakowie                                                                                  | Konsorcjum: Schulitz Architektur oraz Technologie GmbH, Bulanda Mucha Architekci, Auer Weber |        |
| 2008 | wyróżnienie III stopnia | Centrum Obsługi Inwestora w Krakowie                                                                                  | Andrzej Bulanda, Włodzimierz Mucha, Jacek Chyrosz, Michał Brzychcy, Marcin Jaremek, Maciej Kaufman, Iga Konowalska, Dorota Sekulska, Ewa Sokołowska, Piotr Steckiewicz, Witold Wyczański, Anis Atig, Kuba Różycki                                |        |
| 2009 | II nagroda              | Hotel Mariott Okęcie Warszawa                                                                                         | Andrzej Bulanda, Włodzimierz Mucha, Jacek Chyrosz, Michał Brzychcy, Maciej Kaufman, Iga Konowalska, Marcin Maraszek, Daniele Natoli, Marta Pędowska, Ewa Popko, Ewa Sokołowska, Piotr Steckiewicz, Piotr Szterner, Witek Wyczański, Kuba Różycki |        |
| 2009 | wyróżnienie honorowe    | Interaktywne Centrum Historii Ostrowa Tumskiego w Poznaniu                                                            | |        |
| 2010 | wyróżnienie I stopnia   | Rozbudowa budynku nr 3 przy ul. Rakowieckiej 4a w Warszawie o infrastrukturę sportową – halę sportową                 | Andrzej Bulanda, Włodzimierz Mucha, Jacek Chyrosz, Piotr Steckiewicz, współpraca: Piotr Bujas, Daniel Martinez Garcia, Daniel Szulowski |        |
| 2010 | wyróżnienie honorowe    | Rewitalizacja budynku audytoryjnego na terenie Kampusu Centralnego dla Wydziału Dziennikarstwa i Nauk Politycznych UW | Andrzej Bulanda, Włodzimierz Mucha, Jacek Chyrosz, Jan Mazur, Blanka Gluzińska, Aleksander Gruszka, Giandomenico Racamato, Ewelina Siestrzewitowska, Piotr Steckiewicz, Daniel Szulowski                                                         |        |

### 2011-2020
| Rok  | Rezultat                | Temat opracowania | Zespół projektowy | Raport |
| ---- | ----------------------- | --- | --- | ------ |
| 2011 | wyróżnienie             | Budowa i modernizacja kompleksu budynków Schindler Polska                                                                            | Andrzej Bulanda, Włodzimierz Mucha, Michał Brzychcy, Marcin Maraszek, Krzysztof Stefaniak |        |
| 2011 | II nagroda              | Koncepcja plastyczno-przestrzenna ekspozycji stałej Muzeum Historii Polski w Warszawie                                               | Konsorcjum: Studio Projektowe Govenlock (Jacek Govenlock, Żaneta Govenlock, Violetta Damięcka, Prakseda Yerka) oraz Bulanda Mucha Architekci (Andrzej Bulanda, Włodzimierz Mucha, Jacek Chyrosz, Jan Mazur, współpraca: Aleksander Gruszka, Giandomenico Racamato, Agnieszka Szuran, Krzysztof Stefaniak, Gaweł Tyrała) |        |
| 2013 | wyróżnienie honorowe    | Budynek Ratusza Miasta i Gminy Konstancin-Jeziorna                                                                                   | Andrzej Bulanda, Włodzimierz Mucha, Jacek Chyrosz, Gaweł Tyrała, Caterina Naglieri, Cecylia Brandt-Jeżo, Jadwiga Gajczyk |        |
| 2013 | wyróżnienie specjalne   | Zagospodarowanie przestrzenne placu Narutowicza w Warszawie                                                                          | Andrzej Bulanda, Włodzimierz Mucha, Jacek Chyrosz, Iga Konowalska, Gaweł Tyrała, Caterina Naglieri, Jadwiga Gajczyk, Cecylia Brandt-Jeżo |        |
| 2013 | II nagroda              | Budynek C PRIM w Warszawie | Andrzej Bulanda, Włodzimierz Mucha, Jacek Chyrosz, Gaweł Tyrała, Iga Konowalska, Daniel Szulowski, Ewelina Siestrzewitowska, Maciej Kaufman, Jadwiga Gajczyk, Cecylia Brandt-Jeżo |        |
| 2014 | wyróżnienie             | Pomnik Polaków Ratujących Żydów w czasie II wojny światowej. Plac Grzybowski, Warszawa                                               | Andrzej Bulanda, Maciej Bulanda, Jacek Chyrosz, Jadwiga Gajczyk, Włodzimierz Mucha |        |
| 2014 | wyróżnienie honorowe    | Budynek Zespołu Szkół Muzycznych w Poznaniu przy ul. 28 Czerwca 1956 r. nr 125, działka nr 103/2                                     | Andrzej Bulanda, Włodzimierz Mucha, Jacek Chyrosz, Jadwiga Gajczyk, Maciej Kaufman, Gaweł Tyrała, Michał Brzychcy, Cristian Ortega Muñoz |        |
| 2014 | II nagroda równorzędna  | Zagospodarowanie terenu centralnego Politechniki Warszawskiej                                                                        | Andrzej Bulanda, Włodzimierz Mucha, Jacek Chyrosz, Jan Mazur, Maciej Kaufman, Cristian Ortega Muñoz, Ewelina Siestrzewitowska, Gaweł Tyrała |        |
| 2015 | II nagroda              | Budynek Zespołu Szkół Muzycznych w Poznaniu                                                                                          | Andrzej Bulanda, Włodzimierz Mucha, Jacek Chyrosz, Jadwiga Gajczyk, Gaweł Tyrała, Jakub Kubiński, Maciej Kaufman |        |
| 2015 | I nagroda               | Zagospodarowanie placu centralnego w Polanicy-Zdroju tzw. Małego Rynku                                                               | Andrzej Bulanda, Włodzimierz Mucha, Gaweł Tyrała, Konstanty Stajniak |        |
| 2015 | wyróżnienie honorowe    | Zagospodarowanie placu centralnego w Polanicy-Zdroju tzw. Małego Rynku                                                               | Andrzej Bulanda, Włodzimierz Mucha, Jacek Chyrosz, Marcin Maraszek, Paulina Świętochowska, Maciej Kaufman, Jakub Kubiński |        |
| 2015 | III nagroda równorzędna | Rewitalizacja nieruchomości przy ul. Rwańska 2/Rynek 15 oraz Rwańska 4/Rynek 14/Grodzka 1 wraz z rewitalizacją placu rynku w Radomiu | Andrzej Bulanda, Włodzimierz Mucha, Jacek Chyrosz, Marcin Maraszek, Cristian Ortega Munoz, Paulina Świętochowska, Gaweł Tyrała |        |
| 2016 | II nagroda              | Centrum Usług Publicznych w Opolu | Andrzej Bulanda, Włodzimierz Mucha, Jacek Chyrosz, Michał Brzychcy, Cristian Ortega Munoz, Edyta Skiba, Maciej Szkiełkowski, Gaweł Tyrała |        |

## Dyskwalifikacja
W lutym 2007 r. pracownia BiM Architekci wystartowała w ogłoszonym przez Uniwersytet Marii Curie-Skłodowskiej konkursie na projekt nowego gmachu informatyki i rozbudowę istniejącego matematyki i fizyki. Praca warszawskiego biura znalazła się w grupie zdyskwalifikowanych, gdyż opis projektu był o jedną stronę za długi. Andrzej Bulanda stwierdził, iż werdykt sądu konkursowego naruszył podstawowe elementy przyzwoitości, gdyż „zwyciężyły biurokracja i pseudoformalizm”. Zrozumienia nie okazał również jeden z lubelskich architektów Bolesław Stelmach.